# Liste der italienischen Botschafter in Pakistan
Die Liste der italienischen Botschafter in Pakistan enthält die Botschafter der Italienischen Republik in Pakistan.
| Name                           | Amtszeit  |
| ------------------------------ | --------- |
| Augusto Assettati              | 1948–1951 |
| Omero Formentini               | 1951–1953 |
| Benedetto D’Acunzo             | 1953–1955 |
| Alberto Calisse                | 1955–1957 |
| Manlio Castronuovo             | 1957–1960 |
| Sergio Koliancich              | 1960–1962 |
| Adalberto Figarolo di Gropello | 1962–1964 |
| Luca Dainelli                  | 1964–1966 |
| Ezio Mizzan                    | 1966–1969 |
| Franco Bounous                 | 1969–1973 |
| Oberto Fabiani                 | 1973–1977 |
| Gerardo Zampaglione            | 1977–1979 |
| Paolo Torella di Romagnano     | 1979–1984 |
| Amedeo De Franchis             | 1984–1988 |
| Arduino Fornara                | 1988–1992 |
| Pietro Rinaldi                 | 1992–1996 |
| Enrico Gerardo De Maio         | 1996–2001 |
| Angelo Gabriele De Ceglie      | 2001–2004 |
| Roberto Mazzotta               | 2004–2008 |
| Vincenzo Prati                 | 2008–2012 |
| Adriano Chiodi Cianfarani      | 2012–2015 |
| Stefano Pontecorvo             | 2015–2020 |
| Andreas Ferrarese              | seit 2020 |